# میدان طوفان

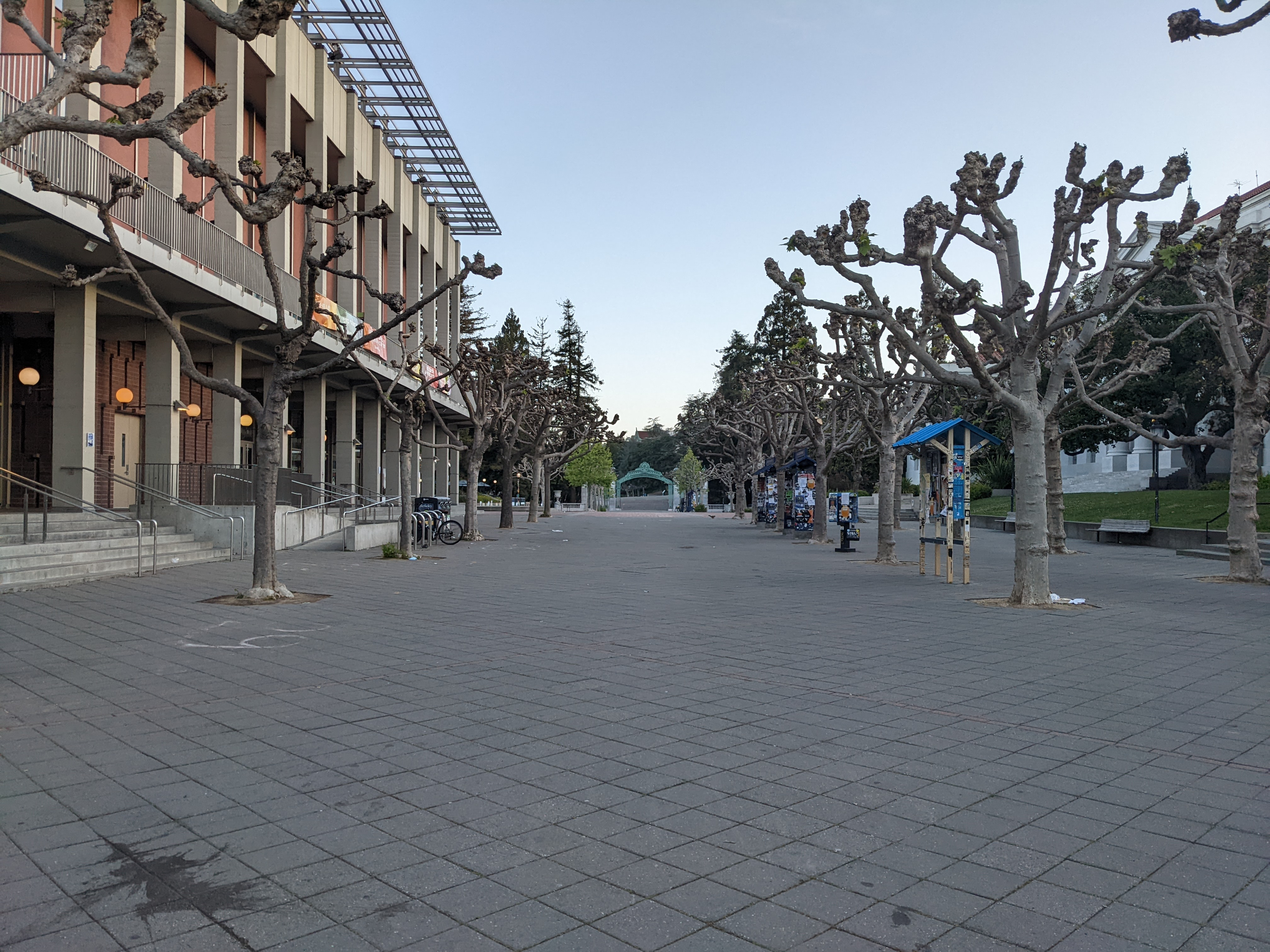
میدان طوفان

میدان طوفان یکی از مراکز اصلی فعالیت‌های دانشجویی در دانشگاه برکلی کالیفرنیا است. این مرکز به دو بخش میدان فوقانی و میدان تحتانی تقسیم می‌شود که با ۱۲ پایه عمودی و مجموعه ای از پله‌ها از یکدیگر جدا می‌شوند.

## تاریخ
میدان طوفان و همچنین تالار طوفان برای یادبود رئیس‌جمهور پیشین دانشگاه کالیفرنیا رابرت گوردون اسپول اینگونه نامگذاری شده‌اند. میدان در سال ۱۹۶۲ توسط معمار منظره لارنس هالپرین طراحی شده است. در آن زمان، دانشگاه در حال گسترش محوطه اصلی هسته خود به سمت جنوب از مرز قبلی خود در Strawberry Creek تا خیابان بنکفورت بود و چندین هکتار از املاک تجاری و مسکونی را در محوطه جنوبی دانشگاه را خریداری کرد.

## فرهنگ عامه
- به میدان طوفان در آهنگ «غمگین اما واقعی» اثر The Transplants ارجاع داده شده. تیم آرمسترانگ، خواننده نواز، خود زادهٔ برکلی‌ست.